# Фаббрика-Куроне
Фаббрика-Куроне (італ. Fabbrica Curone, п'єм. Frògna) — муніципалітет в Італії, у регіоні П'ємонт,  провінція Алессандрія.
Фаббрика-Куроне розташована на відстані близько 420 км на північний захід від Рима, 120 км на схід від Турина, 50 км на південний схід від Алессандрії.
Населення — 659 осіб (2014).
Покровителька — Богородиця Небовзята.

## Демографія
Населення за роками:

Станом на 1 січня 2023 року в муніципалітеті офіційно проживало 77 іноземців з 10 країн, серед них 57 громадян країн Євросоюзу та 14 громадян України.

## Сусідні муніципалітети
- Альбера-Лігуре
- Кабелла-Лігуре
- Грем'яско
- Монтакуто
- Санта-Маргерита-ді-Стаффора
- Варці
- Церба